# Prowincja Lamphun
Lamphun (taj. ลำพูน) – jedna z prowincji (changwat) Tajlandii. Sąsiaduje tylko z  prowincjami Chiang Mai, Lampang i Tak.